# Aéroport international de Gander
L'aéroport international de Gander (code IATA : YQX • code OACI : CYQX) est situé à Gander sur l'île de Terre-Neuve au Canada. Il est actuellement géré par le Gander Airport Authority. La base des Forces canadiennes Gander partage ses pistes mais constitue une entité distincte.
L'aéroport est ouvert 24 heures sur 24 en raison de sa position pour pallier un éventuel problème lors d'un vol transatlantique.

## Histoire
La construction de l'aéroport débuta en 1936 et il fut ouvert en 1938, avec un premier atterrissage le 11 janvier d'un De Havilland Fox Moth d'Imperial Airways pilotée par le capitaine Douglas Fraser. En quelques années, l'aéroport posséda 4 pistes et fut le plus grand aéroport du monde. Sa dénomination officielle jusqu'en 1941 était Newfoundland Airport (aéroport de Terre-Neuve).
En 1940, les opérations sur l'aéroport furent attribuées par le Dominion de Terre-Neuve à la Force aérienne du Canada (ARC) et il fut renommé RCAF Station Gander en 1941. L'aéroport fut largement utilisé par le Ferry Command pour convoyer les avions nouvellement construits à travers l'Atlantique vers le théâtre de guerre européen, autant que comme site d'escale pour les patrouilles anti-sous-marines dédiées à la chasse aux U Boots allemands dans le nord-ouest Atlantique. Des milliers d'avions de l'United States Army Air Corps/United States Army Air Forces et de l'Aviation royale du Canada destinés à la guerre en Europe transitèrent par Gander.
La Marine royale canadienne établit également une station radio navale sur l'aéroport, l'utilisant comme poste d'écoute et de détection des transmissions et des positions de sous-marins ou de navires ennemis.
Après la guerre, la RCAF redonna la gestion opérationnelle au gouvernement du dominion en mars 1946, mais la station radio de la Marine fut maintenue et le rôle militaire des installations fut renforcé pendant la guerre froide.
Le gouvernement nomma l'aéroport Gander Airport et il passa sous administration du département fédéral des transports canadiens à la suite de l'entrée, en 1949, de Terre-Neuve dans la Confédération canadienne. De nombreuses améliorations des pistes et des terminaux furent alors réalisées lui donnant à peu près sa configuration actuelle. L'aéroport prit de l'importance dans les premières décennies des avions à réaction, avec une importance amplifiée du fait de sa situation, presque exactement sur la route optimale du grand cercle (c'est-à-dire le plus court chemin reliant deux points à la surface du globe) entre les principales villes de la côte Est américaine et Londres.
L'aéroport était suffisamment proche de l'Europe pour permettre aux avions des années 1940 équipés de moteurs à pistons d'effectuer une traversée de l'Atlantique sans avoir à refaire un plein, atout également important avec les premiers avions à réaction des premières décennies d'après-guerre, gros consommateurs de carburant, maintenant ainsi un rôle important pour Gander comme aéroport d'escale de ravitaillement. Des compagnies aériennes comme Trans-Canada Airlines (actuelle Air Canada), British Overseas Airways Corporation (actuel British Airways) et Pan American World Airways firent de Gander leur principal point de ravitaillement en carburant.
Avec l'arrivée d'avions à réaction possédant un plus grand rayon d'action, le besoin d'un lieu de ravitaillement en carburant cessa pour la plupart des vols. L'importance de l'aéroport de Gander décrut alors régulièrement.  Mais il continua d'abriter le Gander Control, l'un des deux centres de contrôle du trafic aérien (l'autre est Shanwick Oceanic Control dans l'ouest de l'Irlande) qui gèrent les importantes routes aériennes nord-atlantiques. Chaque avion voyageant de ou vers l'Europe ou l'Amérique du Nord doit communiquer avec l'un ou les deux centres de contrôle.
Durant la Guerre froide, Gander était aussi connu pour le nombre de personnes de pays de l'ancien Pacte de Varsovie qui y faisaient défection, comme Aaron Kane. C'était en effet l'un des rares points de ravitaillement que les avions circulant entre l'Europe orientale ou l'Union Soviétique et Cuba pouvaient utiliser.
Le 12 décembre 1985, le vol 1285 Arrow Air s'écrasa au décollage de la piste 21. La catastrophe coûta la vie à 8 membres d'équipage et à 248 soldats américains de la 101e division aéroportée américaine qui retournaient chez eux pour Noël après une mission de maintien de la paix au Moyen-Orient. L'impact du crash carbonisa et déboisa une zone sur le côté sud de la route transcanadienne, le long du lac de Gander, zone où se dresse désormais un mémorial pour les victimes de ce qui reste la plus grande catastrophe aérienne qu'ait connu le Canada.

### Opération Ruban jaune
Le 11 septembre 2001, quand l'espace aérien des États-Unis fut fermé à la suite des attentats terroristes, l'aéroport de Gander accueillit 39 vols, totalisant 6 122 passagers et 473 membres d'équipage, une partie de l'opération Ruban jaune, le déroutage des vols internationaux vers le Canada après la fermeture de l'espace aérien américain. Gander reçut alors plus de vols que tout autre aéroport canadien impliqué dans cette opération, à l'exception de l'aéroport international Stanfield d'Halifax (l'aéroport ayant alors accueilli le plus grand nombre de passagers est l'aéroport international de Vancouver avec 8 500 personnes).
Une des principales raisons pour lesquelles Gander reçut un tel trafic était sa capacité à accueillir des avions gros porteurs mais aussi parce qu'au début de l'opération Transports Canada et NAV CANADA donnèrent pour instructions aux pilotes des avions venant d'Europe d'éviter les aéroports des principaux centres urbains du Canada central, comme l'Aéroport international Pearson de Toronto et Montréal-Dorval. L'accueil fait aux passagers de ces vols par les habitants du centre de Terre-Neuve proches de l'aéroport est resté connu comme l'un des rares événements heureux de cette journée. Cet événement a d'ailleurs inspiré la comédie musicale Come from Away.
En leur honneur, la Lufthansa a nommé l'un de ses Airbus A340-300 "Gander-Halifax" le 16 mai 2002. L'avion est enregistré sous le numéro D-AIFC, seul avion de la compagnie portant le nom d'une ville hors d'Allemagne.
L'aéroport fut le site de la célébration canadienne qui marqua le premier anniversaire des attentats du 11 septembre 2001, en présence du Premier ministre Jean Chrétien, du ministre des Transports David Collenette, de l'ambassadeur américain au Canada Paul Cellucci et d'officiels provinciaux et locaux ainsi que 2 500 des 6 600 personnes qui y furent détournées un an auparavant.

### Tremblement de terre en Haïti
En janvier 2010, l'aéroport a ouvert ses pistes aux avions de tous pays venus  aider Haïti pour qu'ils puissent se ravitailler.

## Situation

### Carte des aéroports du Réseau National du Canada
| \| 300 km1:20 691 000 \| Calgary Charlottetown Edmonton Fredericton Gander Moncton Halifax Iqaluit Kelowna London Montréal–Mirabel Montréal–Trudeau Ottawa Prince George Québec Regina Saint-Jean Saskatoon Saint-Jean de T.-N. Thunder Bay Toronto Pearson Vancouver Victoria Whitehorse Winnipeg Yellowknife |
| 300 km1:20 691 000 |

| \| 200 km1:9 384 000 \| Saint Lewis-Fox Harbour Black Tickle Cartwright Charlottetown Hopedale Makkovik Mary's Harbour Nain Natuashish Port Hope Simpson Postville Rigolet St. Anthony Wabush William's Harbour Gander Saint-Jean Stephenville Deer Lake Goose Bay Churchill Falls |
| 200 km1:9 384 000 |

## Compagnies et destinations
| Compagnies         | Destinations                                                                                   |
| ------------------ | ---------------------------------------------------------------------------------------------- |
| Air Canada Express | Halifax (Stanfield) En saison : Montréal (P.-E.-Trudeau), Toronto (Pearson)                    |
| PAL Airlines       | Churchill Falls, Goose Bay, Saint-Jean (Terre-Neuve), Wabush                                   |
| WestJet Airlines   | En saison : Punta Cana (débute le 18 mars 2026), Varadero-J.-G.-Gómez (débute le 24 mars 2026) |

Édité le 06/04/2025

## Statistiques
Le graphique qui aurait dû être présenté ici ne peut pas être affiché car il utilise l'ancienne extension Graph, désactivée pour des questions de sécurité. Des indications pour créer un nouveau graphique avec la nouvelle extension Chart sont disponibles ici.

Voir la requête brute et les sources sur Wikidata.
C'est le 186e aéroport nord-américain avec 92 189 passagers qui y ont transité en 2009.[réf. obsolète]

## Pistes
Actuellement, Gander a deux pistes actives : la piste 13-31 de 2 712 x 61 m et la piste 03-21 (modification de la 04-22 en août 2004) qui mesure 3 109 x 61 m. La piste 09-27 de 571 x 15 m est une piste de jour, seulement pour une utilisation en vol à vue et qui est fermée du 1er décembre au 30 juin.
La piste 03/21 était habilitée comme piste d'atterrissage d'urgence pour la navette spatiale américaine.

## Avenir
Gander est en compétition avec l'aéroport international de Bangor, situé à Bangor dans l'État du Maine, pour les vols transatlantiques. Même si Gander a un léger avantage sur Bangor dans le nombre quotidien de vols transatlantiques, Bangor est devenu de plus en plus actif en raison de la guerre d'Irak, comme point de départ et d'arrivée des troupes américaines pour l'Irak.
En 2010, les dirigeants de l'aéroport ont déclaré que l'avenir était sombre, sauf si le gouvernement fédéral accepte de fournir des fonds pour couvrir les coûts. Actuellement, plus de 50 % de tous les avions opérant à partir de l'aéroport sont militaires et ne payent aucune taxe d'atterrissage.